# ЈП Ада Циганлија
Јавно предузеће „Ада Циганлија” (ЈП „Ада Циганлија”) је предузеће за уређење, уређивање и одржавање Аде Циганлије, основано 1. јануара 2002. године.

## Опште информације
ЈП „Ада Циганлија” задужено је за уређење и одржавање полуострва Ада Циганлија, а после 45 година постојања у разним организационим облицима, од 1. јануара 2002. године ушло је у круг предузећа, чији је основач Град Београд. Прво је 1989. године настало „Друштвено предузеће Ада Циганлија“ које 2000. године прераста у „Јавно предузеће Ада Циганлија“ за уређење, одржавање и коришћење простора Аде Циганлије, а од 2002. делује као предузеће које је основао Град Београд.
Предузеће одржава паркове, речне и рекреационе површине на Ади Циганлији, али и води бригу о приобаљу и отвореном јавном купалишту, те се бави услугама у речном и језерском саобраћају, просторним планирањем, координацијом културне, забавне и угоститељске понуде на Ади Циганлији, као и организацијом спортских, културних и забавних манифестација, делатношћу марина и другим.